# Protestes socials a Israel de l'any 2011
El moviment israelià per a l'habitatge econòmic de l'any 2011, (en hebreu: המחאה החברתית בישראל) fou unmoviment social israelià, en protesta contra l'alt cost de l'habitatge en les ciutats israelianes, que es va formar el 14 de juliol de 2011. El moviment es va iniciar amb un grup a la xarxa social de Facebook que va portar a centenars de manifestants a un campament en el bulevard Rothschild de Tel-Aviv. El 26 de juliol, segons una enquesta publicada pel diari Haaretz, s'afirmava que el 87% de la població donava suport a les protestes. El moviment va guanyar el suport dels mitjans, la qual cosa va permetre iniciar un debat públic a Israel sobre l'alt cost de les despeses d'habitatge i de la vida. El moviment es va estendre a altres ciutats, a on milers d'israelians van acampar en les principals ciutats d'Israel per donar a conèixer a l'opinió pública sobre l'alt cost de l'habitatge de lloguer i de propietat. Els participants s'oposaven al cercle viciós de preus de l'habitatge, que ja no podein obtenir un habitatge adequat a uns preus assequibles. La protesta va ser secundada pels funcionaris, i la major trobada va aplegar a més de 20.000 participants. Es va bloquejar el trànsit arreu del país. El dia 26 de juliol, per tal de resoldre la crisi, el govern deBinyamín Netanyahu va anunciar noves mesures per tal de construir 50.000 nous habitatges, 25.000 dels quals eren de lloguer a un preu rebaixat fins al 30%. Els manifestants van continuar amb el seu moviment, en la recerca d'una solució nacional. El moviment és sovint més prop dels moviments d'esquerra que reclamen una democràcia participativa i fan una crítica de la democràcia representativa. Els seus mitjans de protesta són les ocupacións d'indrets públics i les acampades. El moviment lluita i està a favor dels serveis públics, tanmateix no qüestiona el sistema polític representatiu. El 13 d'agost, uns 75.000 persones van participar en manifestacions massives en setze ciutats i pobles d'Israel. Les manifestacions van tenir lloc a Haifa, Beersheba, Afula, Eilat, Rosh Pinna, Nahariya, Dimona, Petah Tikva, Beit Shean, Netanya, Ramat Ha-Sharon, Hod Hasharon, Rishon Lezion, Beit Shemesh i Ashkelon. En resposta a aquest moviment, el govern de Benjamin Netanyahu, va nomenar una comissió d'experts creada per Netanyahu i presidida pel professor d'economia Manuel Trachtenberg, que va emetre les seves conclusions a mitjans de setembre de 2011. El dissabte 3 de setembre, aproximadament 400.000 persones van participar en els esdeveniments que van tenir lloc en ciutats de tot el país, en el que ha estat descrit com el moviment social més gran en la història d'Israel. Hi havia 300.000 manifestants en la ciutat de Tel-Aviv. El diari Haaretz, per la seva banda, va anunciar un total de 450.000 manifestants. Segons Le Figaro, el moviment es va dividir entre els partidaris de negociar amb el govern, entre ells estava Daphni Leef, una jove de 25 anys. Les protestes van començar el dia 14 de juliol de l'any 2011.